# 一之关史郎
一之关史郎（日语：／ Ichinoseki Shirō，1944年1月24日—），日本男子举重运动员。他曾代表日本参加1964年和1968年夏季奥林匹克运动会举重比赛，其中1964年奥运会获得一枚铜牌。